# 엄마랑 나랑
《엄마랑 나랑》은 KBS 2TV의 유아 및 어린이 프로그램이며 2002년 7월 22일부터 2002년 10월 25일까지 방영되었다.

## 기획 의도
- <엄마랑 나랑>은 어른들의 관점에서 진행돼온 그간의 많은 교육정보 프로그램의 틀을 벗어나 실제 생활에서 느끼는 크고 작은 문제들을 엄마들만의 이야기가 아닌 아이와 함께 생각하고 고민해보는 장이다.

## 코너 소개
- 엄마 있잖아요 : 아이들만의 세상에서 일어나는 여러 고민들에 대해 올바른 대안을 찾아보고자 하는 코너다. 방송 첫주에는 ‘초등학생의 이성친구’ ‘외모 콤플렉스를 느끼는 아이들’ ‘집단따돌림’ ‘학습부진과 학습장애’ 등이 주제로 올랐다.
- 훈이와 민이의 튼튼일기 : 이밖에 소아비만 아이들의 체중조절 도전기
- 사랑을 만드는 가족 : 부모와 아이간의 간단한 이벤트를 통해 애정을 확인해보는 코너.
- 수리수리 과학놀이 : 쉽게 구할 수 있는 재료로 실생활과 관련된 과학실험을 해보는 코너.
- 재잘재잘 책 이야기 : 어린이 추천도서를 유명인사들이 소개해 주는 코너.

## 방송 시간
| 방송 채널 | 방송 기간                          | 방송 시간                                    |
| --------- | ---------------------------------- | -------------------------------------------- |
| KBS 2TV   | 2002년 7월 22일 ~ 2002년 10월 25일 | 매주 월요일 ~ 금요일 오후 4:30 ~ 5:00 (30분) |

## 진행자
- 황세희